# گروه کوس

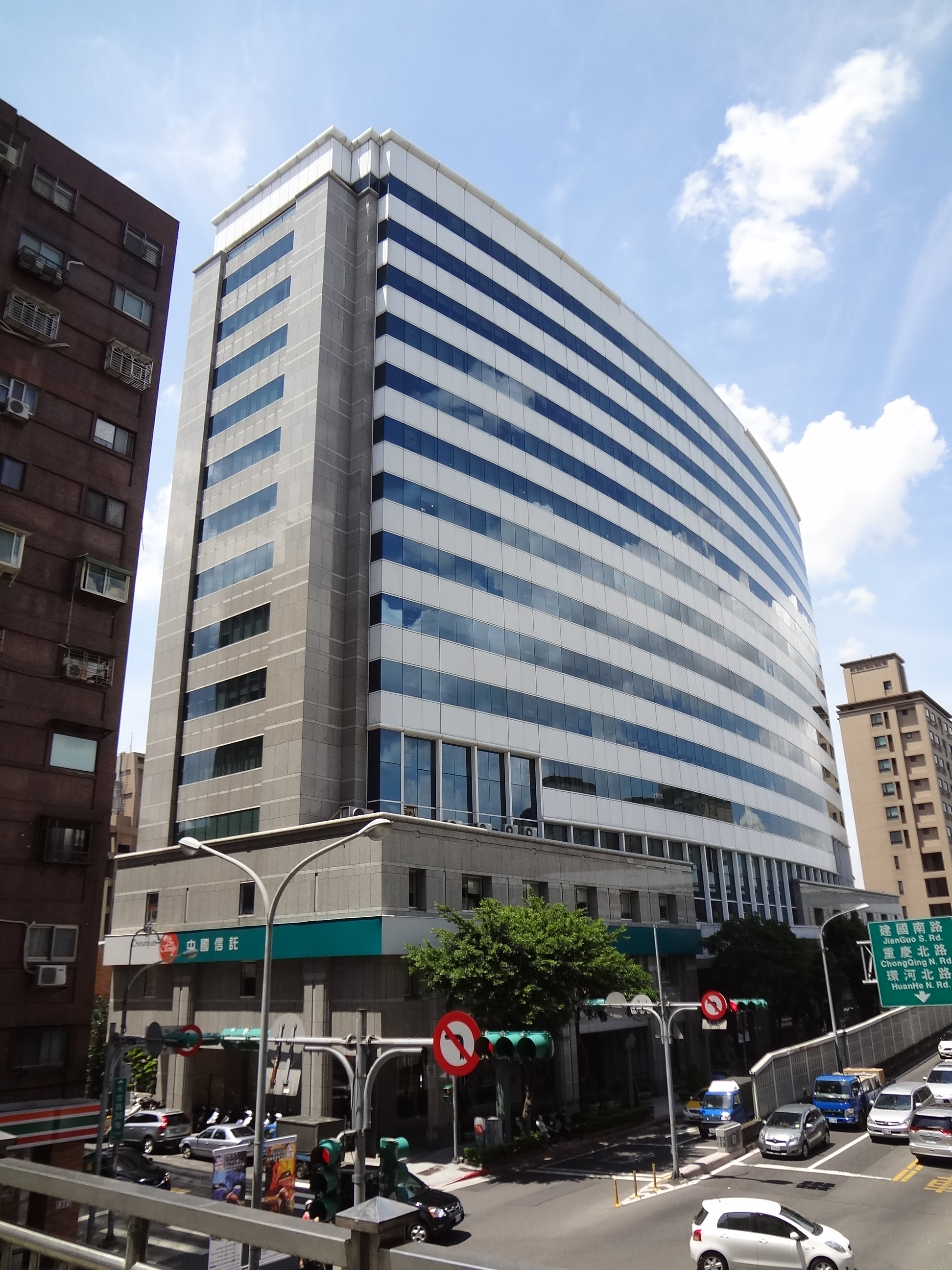
ساختمان اصلی گروه کوس

گروه کوس (انگلیسی: Koos Group) و (چینی: 和信集團) یا کی‌جی‌آی (KGI) یک شرکت تجاری آسیایی مستقر در تایوان است که در طیف گسترده‌ای از صنایع شامل بانک، ساخت، پتروشیمی، الکترونیک، لیزینگ، سیمان، خدمات مالی، مهمان‌نوازی، املاک و مستقلات، سرمایه‌گذاری خصوصی و بانکداری سرمایه‌گذاری به فعالیت می‌پردازد.